# Bice Waleran
Bice Waleran, pseudonimo di Edvige Valcarenghi (Roma, 8 maggio 1886 – Torella dei Lombardi, 1969), è stata un'attrice italiana del cinema muto.

## Biografia
Nacque da una famiglia milanese di origine austriaca a Roma, dove il padre era proprietario di un albergo in Piazza di Spagna. Iniziò la sua carriera artistica nel teatro e nel 1912 debuttò nel cinema all'Aquila Films con il film La contessa Lara diretta da Roberto Roberti, che sposò due anni dopo.
Nel 1912 fu interprete principale del film Ipnosi, prodotto dalla Tebro Films e diretto dal regista Cesare Gani Carini, di cui era interprete principale l'illusionista James Mapelli.
Altre sue maggiori interpretazioni furono nei film L'assassina del ponte di Saint-Martin (1913), Teodora (1914), La piccola detective (1915). Ultima sua apparizione in La cavalcata dei sogni del 1917, in seguito del quale si ritirò a vita privata.
Nel 1929, all'età di quarantatré anni, diede alla luce un figlio, il futuro regista Sergio Leone.